# Gilson
Gilson es un lugar designado por el censo ubicado en el condado de Knox en el estado estadounidense de Illinois. En el Censo de 2010 tenía una población de 190 habitantes y una densidad poblacional de 314,85 personas por km².

## Geografía
Gilson se encuentra ubicado en las coordenadas 40°51′47″N 90°11′59″O / 40.86306, -90.19972. Según la Oficina del Censo de los Estados Unidos, Gilson tiene una superficie total de 0.6 km², de la cual 0.6 km² corresponden a tierra firme y (0%) 0 km² es agua.

## Demografía
Según el censo de 2010, había 190 personas residiendo en Gilson. La densidad de población era de 314,85 hab./km². De los 190 habitantes, Gilson estaba compuesto por el 100% blancos, el 0% eran afroamericanos, el 0% eran amerindios, el 0% eran asiáticos, el 0% eran isleños del Pacífico, el 0% eran de otras razas y el 0% pertenecían a dos o más razas. Del total de la población el 2.63% eran hispanos o latinos de cualquier raza.